# Ragnar Lodbrok

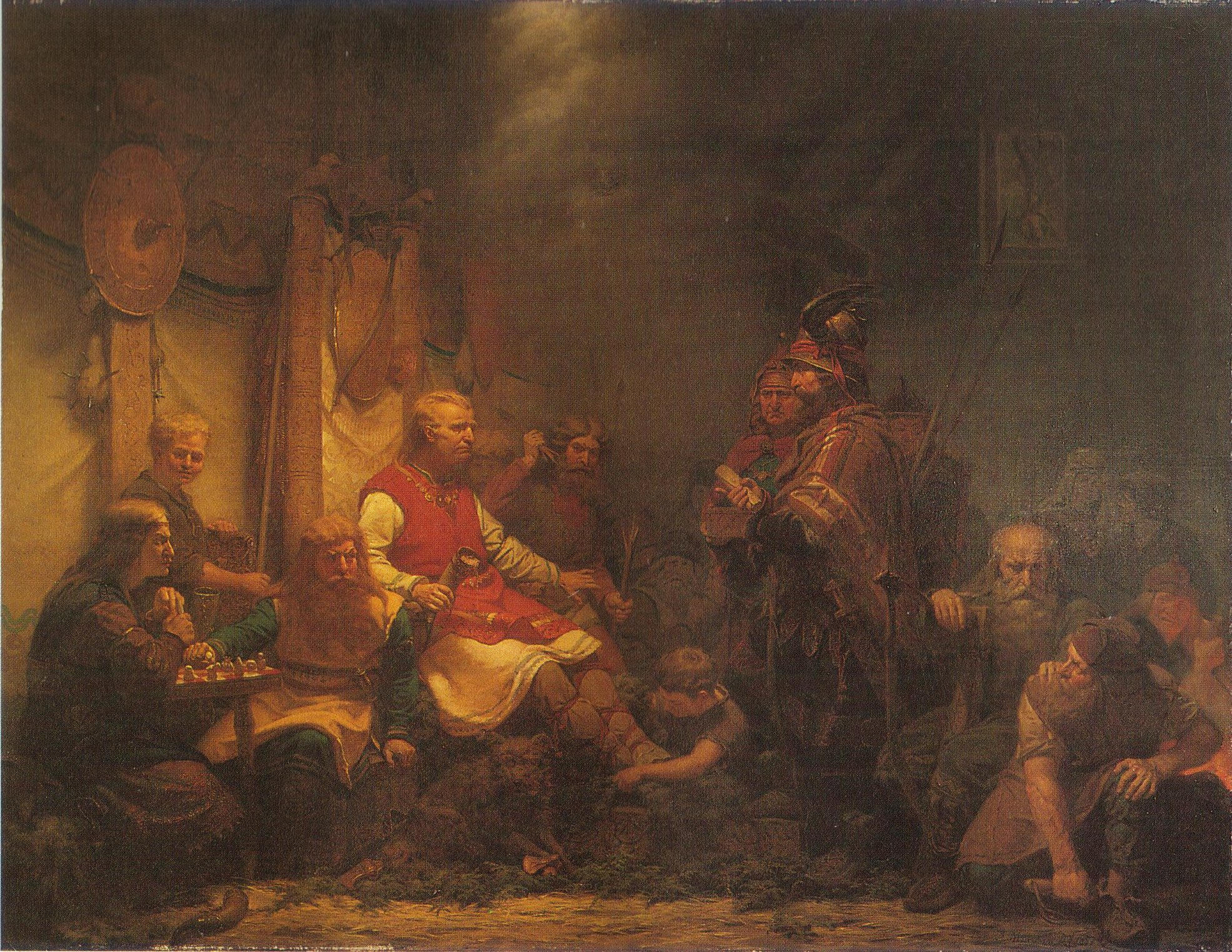
"Konung Ellas sändebud inför Ragnar Lodbroks söner" såsom August Malmström föreställde sig dem i sin målning 1857. På tronen sitter Ivar Benlös. Bakom honom ser man Björn Järnsida med det spjutskaft som han skall ha brutit itu när han fick höra sin fars sista ord. Männen som spelar brädspel vid sidan av Ivar är Sigurd Orm-i-öga och Vitsärk.

Ragnar Lodbrok (fornnordiska: Ragnarr loðbrók) var, enligt den danske hävdatecknaren Saxo Grammaticus, jarl hos den danske kungen Hårik. Enligt den isländska litteraturen var han emellertid son till en sveakung vid namn Sigurd Ring.
Namnet Lodbrok, som betyder "ludenbrok" eller "luddbrok" (ludenbyxa) – se brokar – fick han enligt sagorna då han till skydd mot en lindorm ska ha burit en särskild sorts vargskinnsbyxor bestrukna med beck för att ettret (ormgiftet) inte skulle skada honom.

## Identitet
Han har framförallt identifierats med en dansk viking (i frankiska krönikor omskriven som Regnerus) som med en flotta på 120 skepp seglade till Frankrike och uppför floden Seine, där han plundrade omgivningarna och belägrade Paris år 845. Staden var skyddad av Karl den skalliges män, men de flydde då danskarna inför deras ögon avrättade fångar och hängde 111 av dem. Belägringen upphörde först sedan Ragnar erbjudits en danagäld, 7 000 pund silver, på den tiden en oerhört stor summa. Det finns en samtida skriftkälla från ett kloster vid Seine som meddelar följande avseende året 845: ”Detta år kom Regner, vikingarnas anförare, med sin flotta och han nådde Paris, och på den heliga påskafton, som är den 28 mars, inträdde han i staden.”
En annan karaktär som identifierats med sagans Ragnar Lodbrok är den svenske konungasonen Ragnar Sigurdsson som besjungs i Brage Boddasons Ragnarsdrapa, vilken möjligen över tid sammanblandats med den danske vikingen och således givit upphov till berättelserna om Ragnar Lodbrok.

## Ur sagan

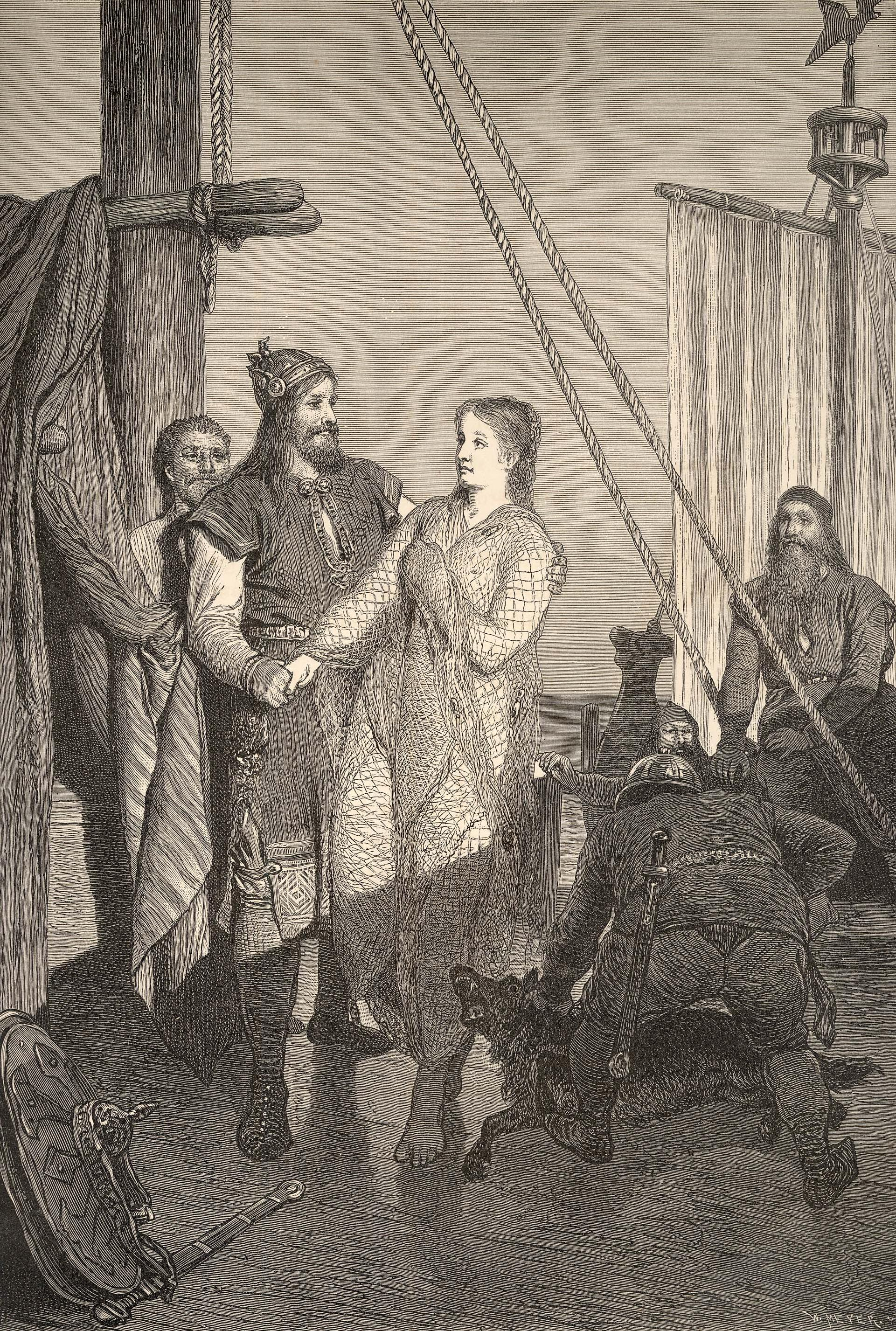
Ragnar får Kraka, som Malmström föreställde sig det.

Ragnar Lodbrok var enligt Ragnar Lodbroks saga född i Uppland och son till den svenske kungen Sigurd Ring, som även styrde över Danmark. Enligt norska dokument skulle Ragnar ha växt upp  I Rinkerike hos anhöriga till modern Alfhild Gandalfsdotter efter hennes för tidiga död. Det kan också förklara han goda kännedom om norska farvatten bl.a. upp till Lade nuvarande Trondheim där han ska ha träffat Gerda, Ladgerda och med henne fått tre barn.bla. Fridleif och två icke namngivna döttrar. Han lämnade Lade för att ta uti med en uppresning mot honom. Han reser till Östergötland där han träffar en jungfru vid namn Tora Borgarhjort, dotter till den östgötske kungen (eller jarlen) Herröd. De gifter sig och Thora blir mor till sönerna Erik och Agnar. Hon dör emellertid ung när sönerna är små och enligt norska dokument blir Ragnar rastlös och deprimerad och trivs därför inte längre hemmavid utan drar ut på härfärder. En av dessa för honom till Norge Lindesnes Spangareid. Där träffar han på en underbart skön och klok flicka som kallas Kraka som tagits om hand av Åke och Grima ett fattigt par, men i själva verket heter Aslög och är dotter till sköldmön Brynhilda och kung Sigurd Sigurdsson Fafnesbane. Han kommer tillbaka till Uppsala där vasallkungen Eystein  'Bela' Haraldsson, son till Kung Harald ¨Hildetann¨Hröreksson av Danmark vill att Ragnar gifter sig med hans dotter Ingeborg, som han tycker är ett bättre parti än den fattiga bonddottern från Norge. Han blir påkommen av att ha trolovat Ingeborg när Aslög berättar att hon minsann inte är någon dotter till en fattig bonde utan dotter till en kung och av ädel börd. Då ändrar sig Ragnar och det bestäms att hon skall bli hans drottning. Hon är honom ständigt trofast och blir moder till söner och döttrar; Ivar Benlös, Björn Järnsida, Halvdan Vitsärk, Sigurd Ormiöga, Rognvald, Ragnhild, Ålov, Hastein och Radbard. Giftermålet med Aslög och beskedet till Eystein i Uppsala att inte äkta Ingeborg resulterar att deras vänskap upphör. När sönerna till Ragnar och Thora blivit äldre vill de inte att att någon annan än Ragnar söner skall styra Sverige, vilket leder till konflkt där Erik och Agnar dör och som sedan hämnas av Aslög, Ivar och Sigurd som kommer till Sverige och dödar Eystein.
På gamla dagar drar Ragnar Lodbrok till England för att på ärofullast möjliga sätt erövra landet, men den engelske kung Aella är på sin vakt, tar honom till fånga och kastar honom i en ormgrop, där den döende vikingen hörs yttra de bevingade orden "Grymta månde grisarna om de visste vad galten lider" (Gnyðja mundu grísir, ef galtar hag vissi). Ragnar ska enligt flera olika dokument ha avlidit 863. Ragnar anse av flera forskare ha fött ca 793/95 och sålunda varit ca 70 år gammal vid sin död en för tiden hög ålder med tanke på det farliga liv han levde med skador och sjukdomar. Kung Aella inser då vem fången är och skickar bud till hans söner med anbud om mansbot. Tre av sönerna blir då fruktansvärt vreda, utom Ivar som manar dem till besinning. Aella blir då rädd för Ivar men blir snart överfallen av de fyra bröderna förutom Ivar. De saknar dock tillräcklig mankraft och besegras. Då går Ivar och begär mansboten. Han får då ett område som hette Lundunaborg ( London ). Dit drar han sig tillbaka och värvar Aellas närmaste män genom rådklokhet och givmildhet. Med dessa och sina bröder anfaller han senare Aella, som smädligen dödas på ett sätt som kallas att rista blodörn. Detta ska ha skett 865.
Efter faderns död delar sönerna upp Norden mellan sig så att bland andra Sigurd Ormöga får Danmark-Norge och Björn Järnsida Ragnarsson får Sverige. Från dessa två skall de senare danska och svenska kungarna härstamma. Till den svenska kungaätten skall enligt sagorna bland andra Erik 'Segersäll' Börnsson och hans son Olof  'Skötkonung' Eriksson höra.

## Ragnar Lodbrok i kultur och litteratur

### Medeltida litteratur
De medeltida källor som nämner Ragnar är:
- Den Anglosaxiska krönikan, en samling tidiga annaler,
- Bok IX i Gesta Danorum, ett 1200-talsverk av den kristne krönikören Saxo Grammaticus,
- Landnamsboken, innehåller en uppgift om en dotter till Ragnar vid namn Ålöva (fornnordiska Álöfa)

Sagokällor:
- Ragnarsönernas saga (Ragnarssona þáttr), en kort fornaldarsaga,
- Ragnar Lodbroks saga, en fornaldarsaga och följeverk till Völsungasagan,
- Ragnarsdrapa, ett fragmentariskt skaldepoem som skall vara författat av 800-talspoeten Brage den gamle,
- Krákumál, Ragnars dödskväde, ett skaldepoem från 1300-talet.

### I populärkulturen
- I filmen Vikingarna ifrån 1957 figurerar en vikingahövding vid namn Ragnar (spelad av den amerikanske skådespelaren Ernest Borgnine), som är löst baserad på Ragnar Lodbrok.
- I den irländsk-kanadensiska serien Vikings får man följa Ragnar Lodbrok när han är en ung krigare och bonde som sedan blir jarl och till sist kung. Serien framställer Ragnar som norrman och ändrar några familjeband. Modern till Björn Järnsida ändras från Aslög till sköldmön Ladgerda. I serien spelas Ragnar av den australiske skådespelaren Travis Fimmel.
- Den norske musikern Einar Selvik gav 2017 ut singeln "Snake Pit Poetry".[1] Singeln är sjungen ur Ragnar Lodbroks perspektiv där han begrundar sitt öde i kung Ellas ormgrop. Texten är hämtad ur Ragnar Lodbroks saga.